# Торговые ряды (Суздаль)
Торговые ряды (Гостиный двор) — здание торговых рядов в центре города Суздаля в виде длинной галереи с арками, чередующимися с парными колоннами.
Построенные в 1806—1811 годах по проекту губернского архитектора Алексея Вершинского, Торговые ряды являются первым городским сооружением в стиле ампир. В центре фасадной части расположены высокие портальные ворота, увенчанные шпилем с позолоченным соколом, гербом древнего великокняжеского города Суздаля. Северная часть галереи, от ворот, была одноэтажной, а южная заканчивалась двумя этажами. В здании располагалось более ста купеческих лавочек, которые позже были перестроены в отдельные магазины.
Южная часть была разобрана в 1924 году. В 1970-е годы по проекту О. Г. Гусевой и под руководством реставратора М. М. Шаронова была полностью восстановлена восточная галерея и выстроена симметрично ей западная, со стороны Каменки, где раньше был только складской двор.

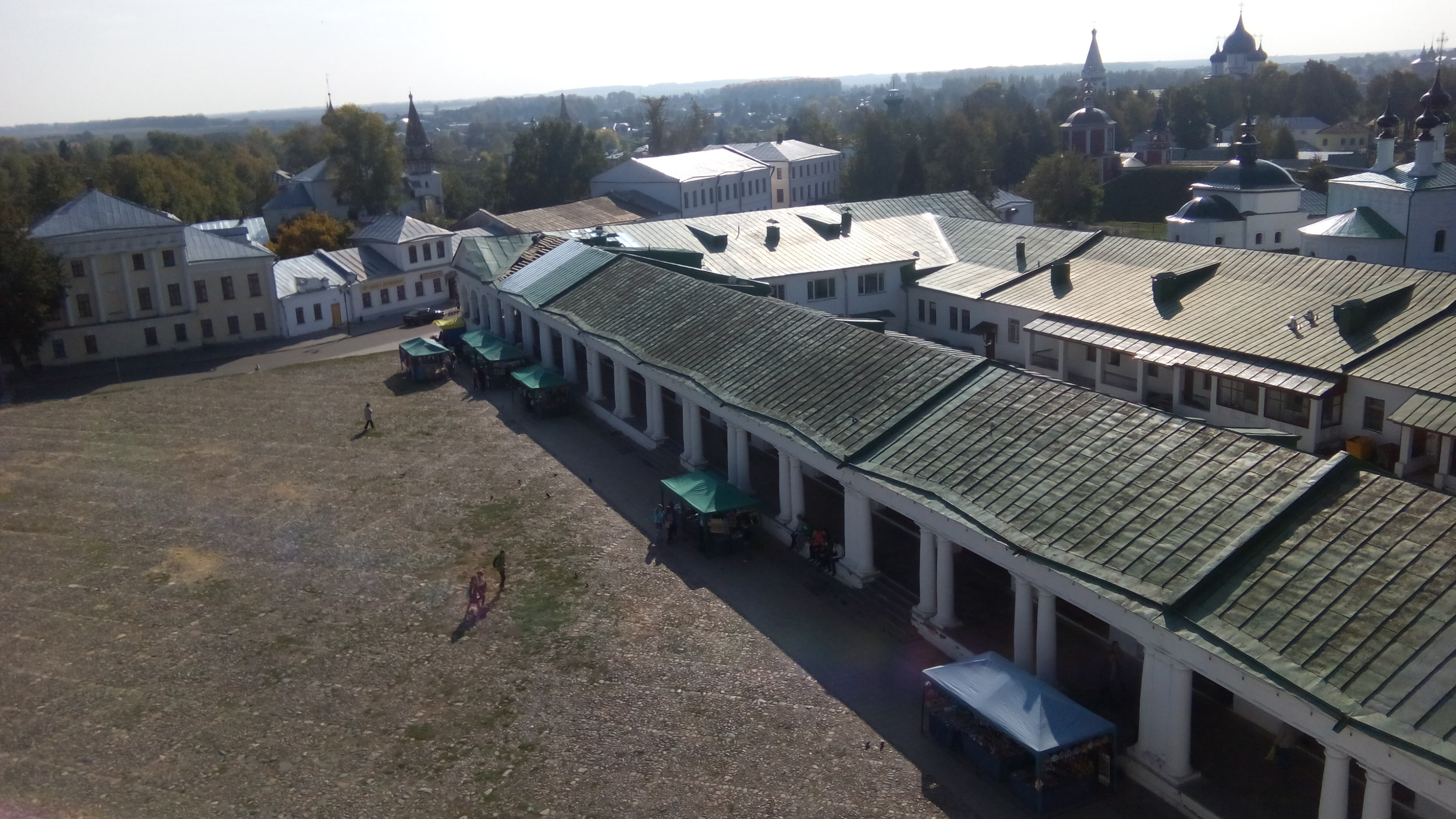
Торговые ряды. Вид с Воскресенской церкви.
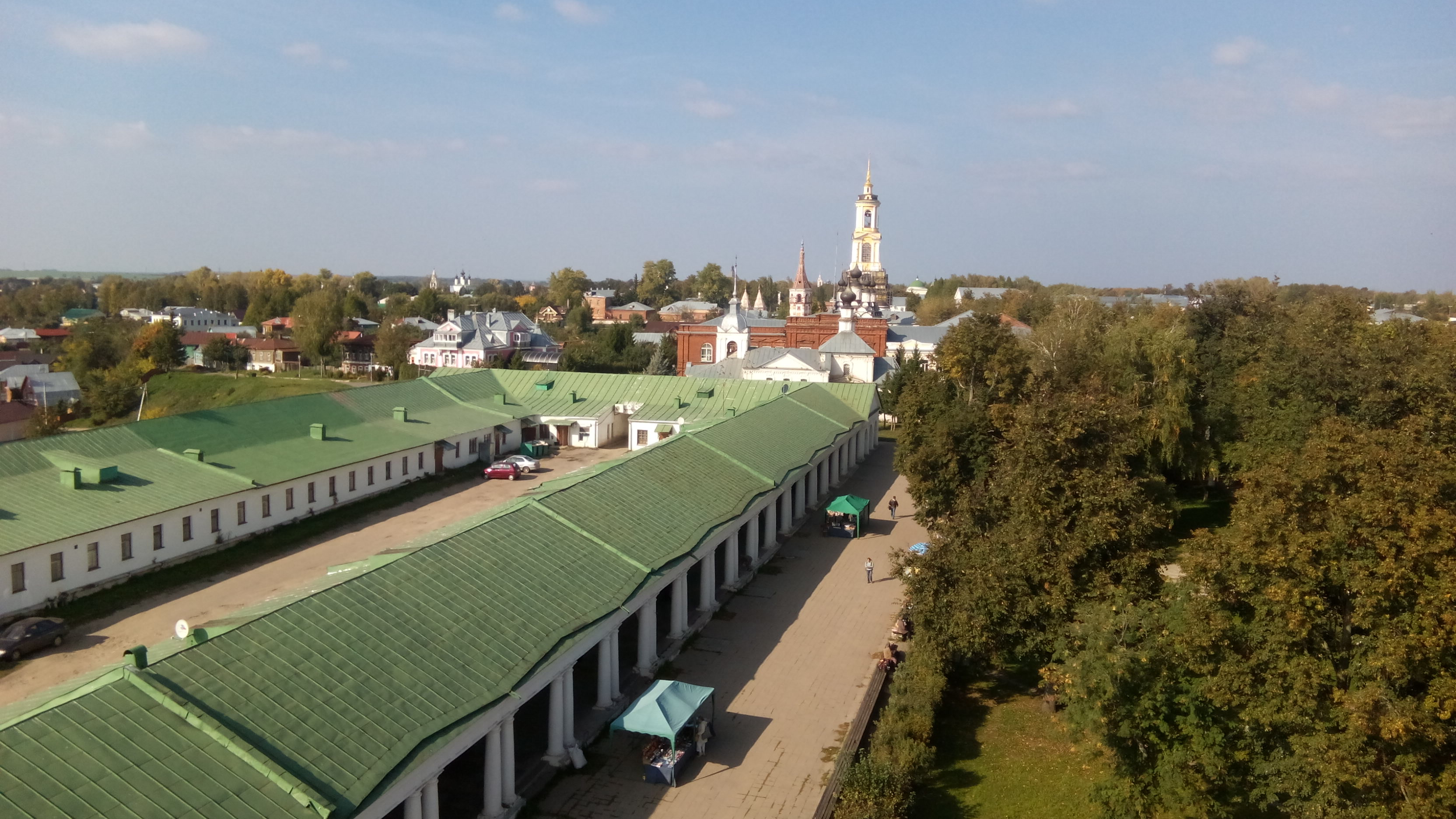
Торговые ряды. Вид с Воскресенской церкви.
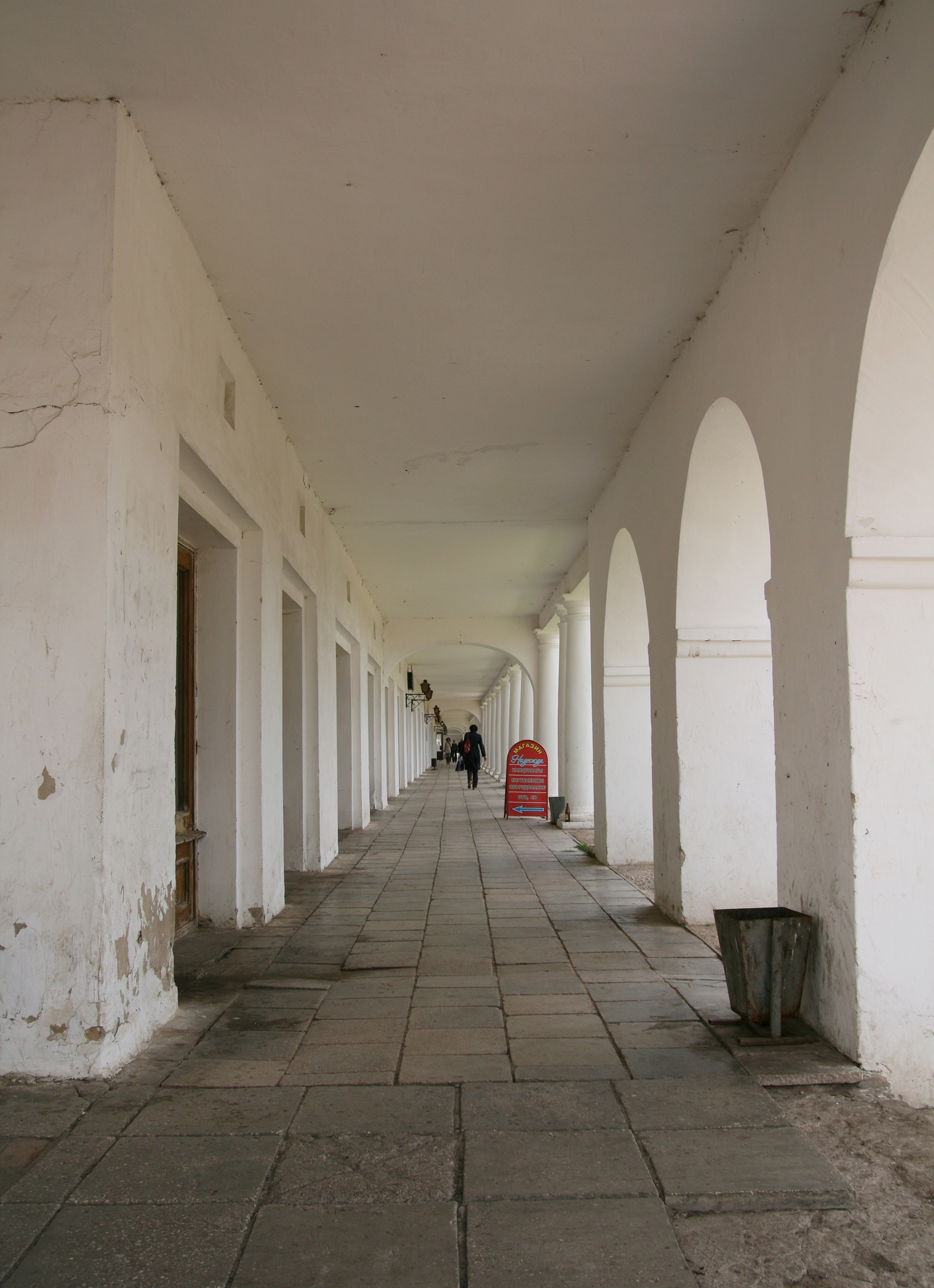
Вид внутри галереи.
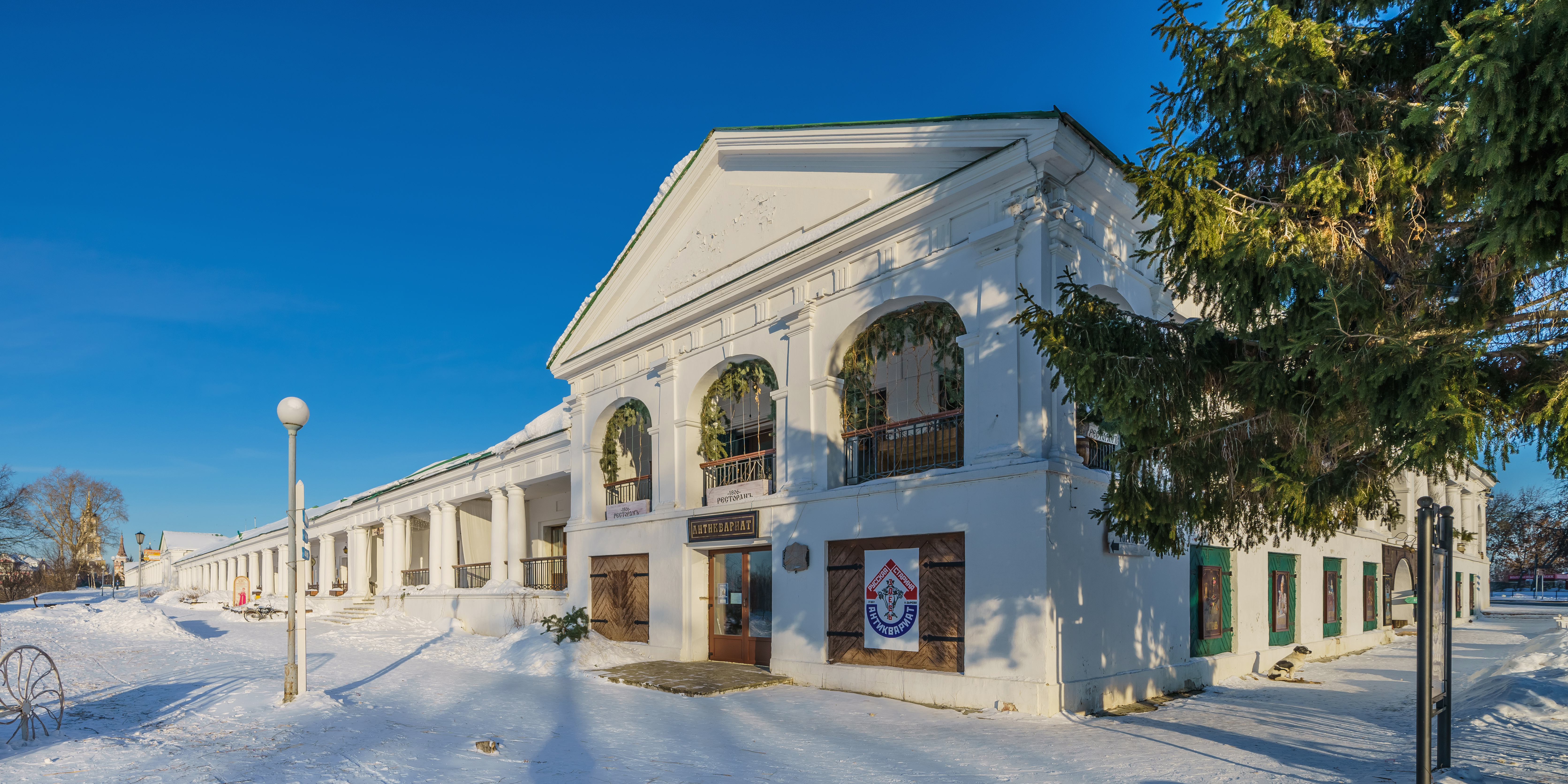
Фасад со стороны Каменки.